# リチャード・ヘンリー・トーニー
リチャード・ヘンリー・トーニー(Richard Henry Tawney, 1880年12月30日－1962年1月16日)は、イギリスの歴史家。

## 概要
1880年にイギリス領インド帝国のカルカッタでイギリス人高官の父と母の間に生まれ、本国でオックスフォード大学ベイリオル・カレッジで学んだ。1903年に卒業した時期には労働問題に対する関心を確立しており、1905年に労働者教育協会に参加して1947年まで労働者教育に携わっていた。1906年には，自己の崇拝するシドニー・ウェッブ夫妻が中枢を占めていたフェビアン協会に加入した。1906年以後にはグラスゴー大学で経済学の助手として就職して経済史の研究を進める。1909年に，ウイリアムヘンリーベヴァリッジの妹のアネット・ジャニー・ベヴァリッジと結婚する。1923年にLSE（London School of Economics and Political Science:ロンドン政治経済大学）の経済史の講師に，1931年に教授に就任し，1949年までつとめた。
　トーニーの研究業績は16世紀から産業革命に至るまでのイギリスでの囲い込み運動について調べた『16世紀における農民問題(The Agriarian Problem in the Sixteenth Century)』から始まる。さらに『獲得社会(The Acguistitive Society)』と『平等論(Equality)』とが続いて発表され、一連の研究成果からトーニーは，近代経済社会の問題を，社会への奉仕ではなく，財産権の絶対視による弊害という観点から問い直した。1926年に発表された『宗教と資本主義の興隆(Religion and the Rise of Capitalism)』はトーニーの代表作であり、16世紀から17世紀にかけてプロテスタンティズムという宗教思想と経済発展との関係を歴史的な観点から研究した。トーニーの見解によれば、プロテスタント改革によって商業と社会道徳の分離と物質的利益の宗教的な肯定がもたらされたことが指摘できる。

## 著作
※基本的に古い順に記載し、日本語訳のあるものに関してはそれの出版された順に記載する。順は原著、日本語の順に記載する。

### 日本語訳の出版されている著作
- - 『宗教と資本主義の勃興』、賀川豐彦・鑓田研一訳、警醒社、1933年
- Land and labor in China, George Allen & Unwin , 1932.
  - 『支那の農業と工業』、浦松佐美太郎・牛場友彦訳、岩波書店、1935年
- Religion and the rise of capitalism: a historical study, Harcourt, Brace, 1926.
  - 『宗教と資本主義の興隆―歴史的研究』、出口勇蔵・越智武臣訳、岩波書店（岩波文庫）, 1956-1959年
  - 『ジェントリの勃興』、浜林正夫訳、未来社、1957年
  - 『キリスト教と資本主義の興隆―その史的研究』、阿部行蔵訳、河出書房新社、1963年
  - 『急進主義の伝統』、浜林正夫・鈴木亮訳、新評論、1967年
- Secondary education for all: a policy for labour. The Labour Party, 1924.
  - 『すべての者に中等教育を』、成田克矢訳、明治図書出版、1971年
  - 『ある歴史家の時代批判―第一次大戦前夜の日記』、浜林正夫・森本義輝訳、未来社、1975年
- Equality, George Allen & Unwin, 1931.
  - 『平等論』、岡田藤太郎・木下建司訳、相川書房、1994年

### 編著
- English economic history: select documents, compiled and edited by A.E. Bland, P.A. Brown and R.H. Tawney. Bell, 1914.
- Tudor economic documents: being select documents illustrating the economic and social history of Tudor England, edited by R.H. Tawney and Eileen Power, Longmans Green and Co., 1924.

### その他
- The agrarian problem in the sixteenth century, Longmans, Green , 1912.
- The establishment of minimum rates in the chain-making industry under the Trade Boards Act of 1909, G. Bell, 1914.
- The acquisitive society, Harcourt, Brace and World, 1920.
- The sickness of an acquisitive society, Fabian Society, 1920.
- The British labor movement, Yale University Press, 1925.
- Some thoughts on the economics of public education, Oxford University Press, 1938.
- Harrington's interpretation of his age, Humphrey Milford, 1941.
- Social history and literature, Cambridge University Press, 1950.
- The attack: and other papers, G. Allen & Unwin, 1953.
- The Webbs in perspective, Athlone Press, 1953.
- Business and politics under James I: Lionel Cranfield as merchant and minister, Cambridge University Press, 1958.
- The radical tradition: twelve essays on politics, education and literature, Penguin Books, 1964.
- R.H. Tawney's Commonplace book, edited and with an introduction by J.M. Winter and D.M. Joslin, Cambridge University Press, 1972.
- History and society: essays, Routledge & K. Paul, 1978.
- The American Labour movement, and other essays, Harvester Press, 1979.